# Đại học Hàng không Moskva
Đại học hàng không Moskva (tiếng Nga: Московский авиационный институт,viết tắt: MAI) là một trong những trường đại học kỹ thuật có số lượng sinh viên lớn nhất Moskva. Thành lập ngày 20 tháng 3 năm 1930. Vào ngày 31 tháng 3 năm 2015, Bộ giáo dục Liên bang Nga đã tiến hành tổ chức lại học viện; Sáp nhập MAI và MATI thành một đại học hàng không Moskva duy nhất.
Trong thời kỳ Xô Viết học viện mang tên Sergo Orzhonikidze, huân chương Lenin, huân chương Cách mạng Tháng Mười.
Hiện nay trường đại học kỹ thuật MAI có:
- Hơn 20 nghìn sinh viên học ở 10 khoa, 3 viện (ngang với các khoa) và 4 phân viện.[1]
- Đào tạo tiến sĩ (candidate) theo 54 chuyên ngành toán-lý, hóa học và các ngành kỹ thuật, cùng với 6 chuyên ngành về lịch sử, kinh tế, triết học và chính trị học.
- Hơn 10 hướng nghiên cứu bậc tiến sĩ khoa học: các vấn đề về cơ học, chế tạo máy và các quá trình điều khiển. Có các hội đồng bảo vệ luận án tiến sĩ và tiến sĩ khoa học
- Các nhà khoa học của trường nghiên cứu trong 29 lĩnh vực khoa học quan trọng.

## Khoa và các phân viện

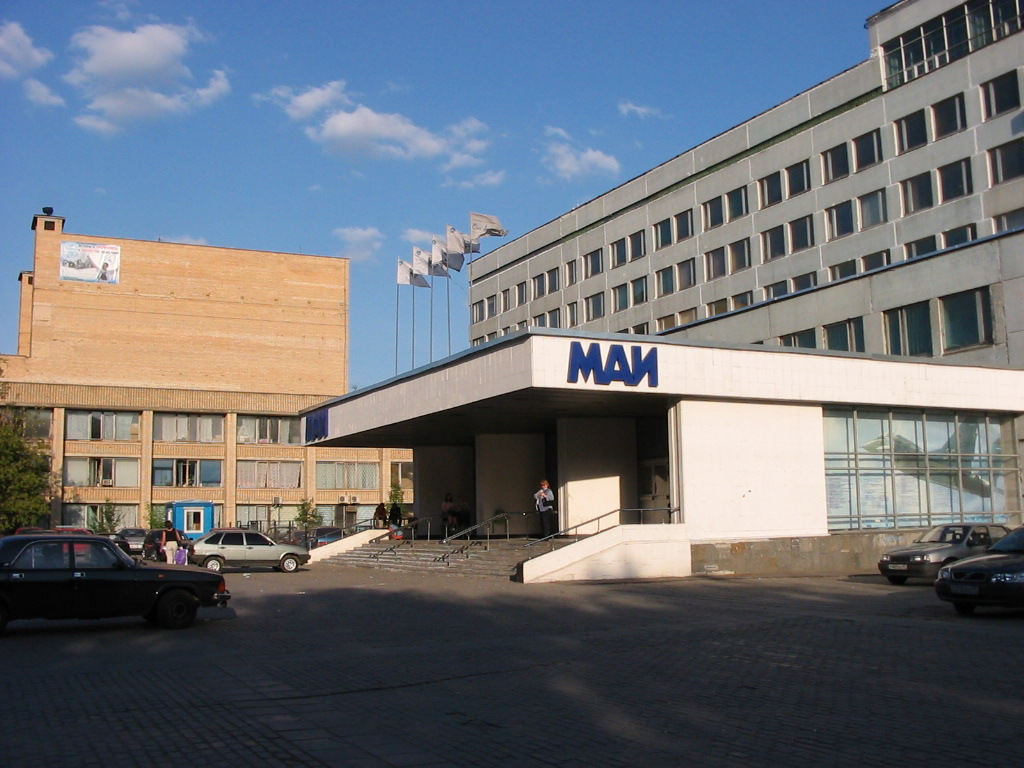
Tòa nhà học tập chính của MAI

### Các khoa chính
- № 1 «Kỹ thuật hàng không» Lưu trữ ngày 26 tháng 6 năm 2011 tại Wayback Machine
- № 2 «Động cơ các thiết bị bay» Lưu trữ ngày 19 tháng 1 năm 2010 tại Wayback Machine
- № 3 «Các hệ thống điều khiển, khoa học máy tính và năng lượng điện» Lưu trữ ngày 29 tháng 8 năm 2011 tại Wayback Machine
- № 4 «Điện tử - vô tuyến điện tử trong thiết bị bay» Lưu trữ ngày 13 tháng 9 năm 2013 tại Wayback Machine (ФРЭЛА);
- № 5 «Kỹ sư - kinh tế học»[liên kết hỏng] (ИНЖЭКИН МАИ)
- № 6 «Không gian vũ trụ» Lưu trữ ngày 21 tháng 7 năm 2012 tại Wayback Machine
- № 7 «Kỹ thuật robot và các hệ thống thuộc trí tuệ nhân tạo» Lưu trữ ngày 10 tháng 12 năm 2011 tại Wayback Machine (ФАУСТ)
- № 8 «Toán và vật lý ừng dụng»
- № 9 «Cơ học ứng dụng» Lưu trữ ngày 10 tháng 12 năm 2011 tại Wayback Machine
- № 10 «Xã hội học kỹ thuật» Lưu trữ ngày 30 tháng 12 năm 2011 tại Wayback Machine
- Viện ngoại ngữ MAI Lưu trữ ngày 30 tháng 1 năm 2012 tại Wayback Machine
- Khoa quân sự Lưu trữ ngày 27 tháng 11 năm 2013 tại Wayback Machine (ФВО)
- Viện vô tuyến điện  Lưu trữ ngày 8 tháng 12 năm 2009 tại Wayback Machine (ngang với khoa)

### Và
- Khoa đào tạo và nâng cao nghiệp vụ (không đánh số)
- Khoa dự bị đại học (không đánh số)
- Trường vật lý - toán học  Lưu trữ ngày 22 tháng 8 năm 2020 tại Wayback Machine
- Cơ sở «Đào tạo sinh viên tại TP Serpukhov»

### Phân viện
Ngày này MAI có 6 phân viện:
- «Bình minh» (sân bay vũ trụ «Baikonur»)
- «Cất cánh » Lưu trữ ngày 25 tháng 9 năm 2008 tại Wayback Machine (TP Akhtubinsk)
- «Mũi tên» (TP. Zhukovskiy)
- «Sao chổi» (TP. Khimki, tiền thân khoa № 20)
- «Kỹ thuật tên lửa - vũ trụ» (TP. Khimki, tiền thân khoa № 50)
- «Serpukhov» (TP. Serpukhov, khoa địa phương thuộc viện kỹ sư vật lý)

## Lịch sử
Sự ra đời và phát triển của MAI gắn chặt với nhu cầu phát triển hàng không, với việc xây dựng SAGI (năm 1918), với những công việc của giáo sư N.E. Zhukovskiy, theo sáng kiến của ông vào năm 1909 tại trường kỹ thuật Hoàng đế (về sau là MGTU, ngày nay là MGTU mang tên N.E. Bauman)bắt đầu dạy học khóa nền tảng lý thuyết của hàng không.
Ngày 20 tháng 3 năm 1930 trên cơ sở Khoa Cơ học chất khí của trường MGTU mang tên Bauman đã thành lập Trường Khí động lực học (ВАМУ).
Ngày 20 tháng 8 trên cơ sở ВАМУ đã thành lập Học viện hàng không Moscow. Ban đầu việc học diễn ra ở đường Olkhovskaya, sau đó trường được giao cho tòa nhà trên đường Tverskaya-Yamskaya. Tòa nhà riêng đầu tiên của trường (bây giờ là nhà № 3 của khoa 3) được xây dựng tại ngã ba đại lộ Volokolamshkoe và đại lộ Lenigradskoe vào năm 1933, và địa phận chính của trường nằm tại vị trí này cho đến ngày nay.
Trong những năm 1956—1975 trường được mở rộng khá nhiều, số lượng giảng đường, các tòa nhà học tập, nghiên cứu và thí nghiệm lên đến con số 35. Cấu trúc của trường cũng thay đổi cùng với sự phát triển của nó. Có thêm những khoa và bộ môn mới. Bên cạnh việc đào tạo các chuyên gia trong lĩnh vực chế tạo động cơ và máy bay, các chuyên ngành kỹ sư kinh tế, thiết bị hàng không và chế tạo dụng cụ cũng được thêm vào.
Ngày 7 tháng 10 năm 2009 Học viện hàng không Moscow được nhận danh hiệu trường đại học nghiên cứu quốc gia.
Vào ngày 31 tháng 3 năm 2015, Bộ giáo dục Liên bang Nga đã tiến hành tổ chức lại học viện; Sáp nhập MAI và MATI - Russian state technological University thành học viện hàng không matxcova (Moscow Aviation Institute -MAI).

## Các nhóm văn nghệ MAI
- FAUST (ФАУСТ)
- DNK (ДНК)
- Gương soi
- Câu lạc bộ những người vui tính «Đất nhỏ»
- "Tivi"
- Câu lạc bộ những người vui tính «5FM»

## Những giáo sư và sinh viên nổi tiếng của MAI

### Kỹ sư
- Грушин Петр Дмитриевич
- Капица Сергей Петрович
- Климов Владимир Яковлевич
- Леонов Александр Георгиевич
- Люлька Архип Михайлович
- Макеев Виктор Петрович
- Миллионщиков Михаил Дмитриевич
- Миль Михаил Леонтьевич
- Мишин Василий Павлович
- Мясищев Владимир Михайлович
- Пажитнов Алексей Леонидович, cha đẻ trò chơi «Tetris»
- Победоносцев Юрий Александрович
- Поликарпов Николай Николаевич
- Решетнёв Михаил Фёдорович
- Савицкая Светлана Евгеньевна
- Стечкин Борис Сергеевич
- Туполев Алексей Андреевич
- Туполев Андрей Николаевич
- Яковлев Александр Сергеевич
- Янгель Михаил Кузьмич
- Ван Йонгши, tổng công trình sư chương trình hàng không vũ trụ Trung Quốc
- Пономарёв-Степной, Николай Николаевич

### Phi công và phi hành gia
- В. Н. Волков
- С. Е. Савицкая
- В. Н. Кубасов
- В. И. Севастьянов
- А. П. Арцебарский
- Т. О. Аубакиров
- Г. М. Манаков
- М. О. Толбоев
- А. И. Лазуткин
- И. П. Волк
- Ю. В. Усачев
- В. В. Лебедев
- Н. М. Бударин
- П. В. Виноградов
- А. С. Иванченков
- М. Х. Манаров
- А. Ф. Полещук
- М. В. Тюрин
- Ф. Н. Юрчихин

### Nhà văn, nhạc sĩ, đạo diễn...
- Григорян, Армен Сергеевич, trưởng nhóm rock «Крематорий»
- Задорнов, Михаил Николаевич, nhà văn trào phúng
- Зонненштраль, Михаил Георгиевич, đạo diễn sân khấu
- Климов, Элем Германович, đạo diễn điện ảnh Xô Viết
- Кристалинская, Майя Владимировна
- Измайлов, Лион Моисеевич, писатель-сатирик. Его псевдоним «Измайлов» (настоящая фамилия — Поляк) образован от слов «из МАИ»[5][6].
- Панов, Вадим Юрьевич, российский писатель-фантаст
- Максим Покровский, солист группы «Ногу свело»
- Проханов, Александр Андреевич
- Успенский, Эдуард Николаевич
- Экслер, Алексей Борисович
- Щербинский, Николай Георгиевич, Автор, режиссер и оператор более пятидесяти документальных фильмов
- Елена Васильева, tổng biên tập tạp chí Cosmopolitan

### Chính trị gia
- Добрынин, Анатолий Федорович, nhà ngoại giao Xô Viết. Trợ lý tổng thư lý LHQ (1957—1959). Заведующий Отделом стран Америки (1959—1961). Đại sứ LX tại Hoa Kỳ (1962—1985)
- Рязанский, Валерий Владимирович, trợ lý lãnh đạo đảng "Nước Nga thống nhất"
- Кобяков, Андрей Владимирович, Trợ lý thủ tướng Cộng hòa Belarus - bộ trưởng bộ kinh tế
- Маркус Вольф, tướng, đứng đầu cơ quan tình báo đông Đức
- Лигачёв, Егор Кузьмич, thư ký trung ương ĐCS LX từ 1983 đến 1990
- Рыжов, Юрий Алексеевич, sinh ngày 28.10.1930, 1972—1986 — phó giám đốc MAI, từ 1986 — giám đốc MAI, từ 1992 — đại sứ Nga tại Pháp, viện sỵ viện hàng lâm khoa học Nga
- Есиповский, Игорь Эдуардович
- Бочаров, Олег Евгеньевич, nghị sĩ Duma TP Moscow khóa 2,3,4
- Лысенко, Владимир Николаевич

### Thể thao
- Алексеева (Ракевич), Лидия Владимировна, vô địch LX 1947,1951,1954-1956. Vô địch châu Âu 1950, 1952, 1954, 1956.
- Титова, Людмила Евгеньевна, vô địch Olympic 1968 môn thể thao trượt băng
- Корчуганова, Галина Гавриловна, vô địch thế giới tuyệt đối môn nhào lộn máy bay, lập 74 kỷ lục

### Doanh nhân
- Владимир Виноградов
- Зимин, Дмитрий Борисович, Основатель и Почетный Президент ОАО «ВымпелКом»
- Изосимов, Александр Вадимович, генеральный директор «ВымпелКом»
- Рудинский, Игорь Фелексович, основатель и генеральный директор ЗАО «СИА Интернейшнл»
- Плешаков, Александр Петрович, основатель первой негосударственной авиационной компании «Трансаэро»
- Плешакова, Ольга Александровна, генеральный директор «Трансаэро»
- Ананьев, Дмитрий Николаевич, совладелец компаний Промсвязьбанк, Техносерв А/С, Синтерра, Медиа3, АиФ
- Козловский, Сергей Александрович, совладелец компании «ИНКОМ - недвижимость»
- Кантор Вячеслав Владимирович, председатель Координационного совета АО «Акрон»
- Закарян Гагик Тигранович, президент «Юниаструм Банка»
- Писков Георгий Игоревич, председатель совета директоров КБ «Юниаструм Банк»
- Мальцев Валерий Викторович, генеральный директор «ОАО Ростсельмаш»
- Парфенов Игорь Борисович, генеральный директор мобильной сети «Мегафон-Москва»
- Полищук Виктор Абрамович, президент ОАО «Российская телекоммуникационная сеть»
- Воробьев Владимир Борисович, президент и совладелец туристической компании "Натали Турс"
- Тарасов Арсений Александрович, генеральный директор (с 2008) Siemens Enterprise Communications
- Дианин Сергей Юрьевич,, директор «ООО Ренессанс Страхование»
- Заскалет Михаил Иванович, генеральный директор NEC

## Hình ảnh

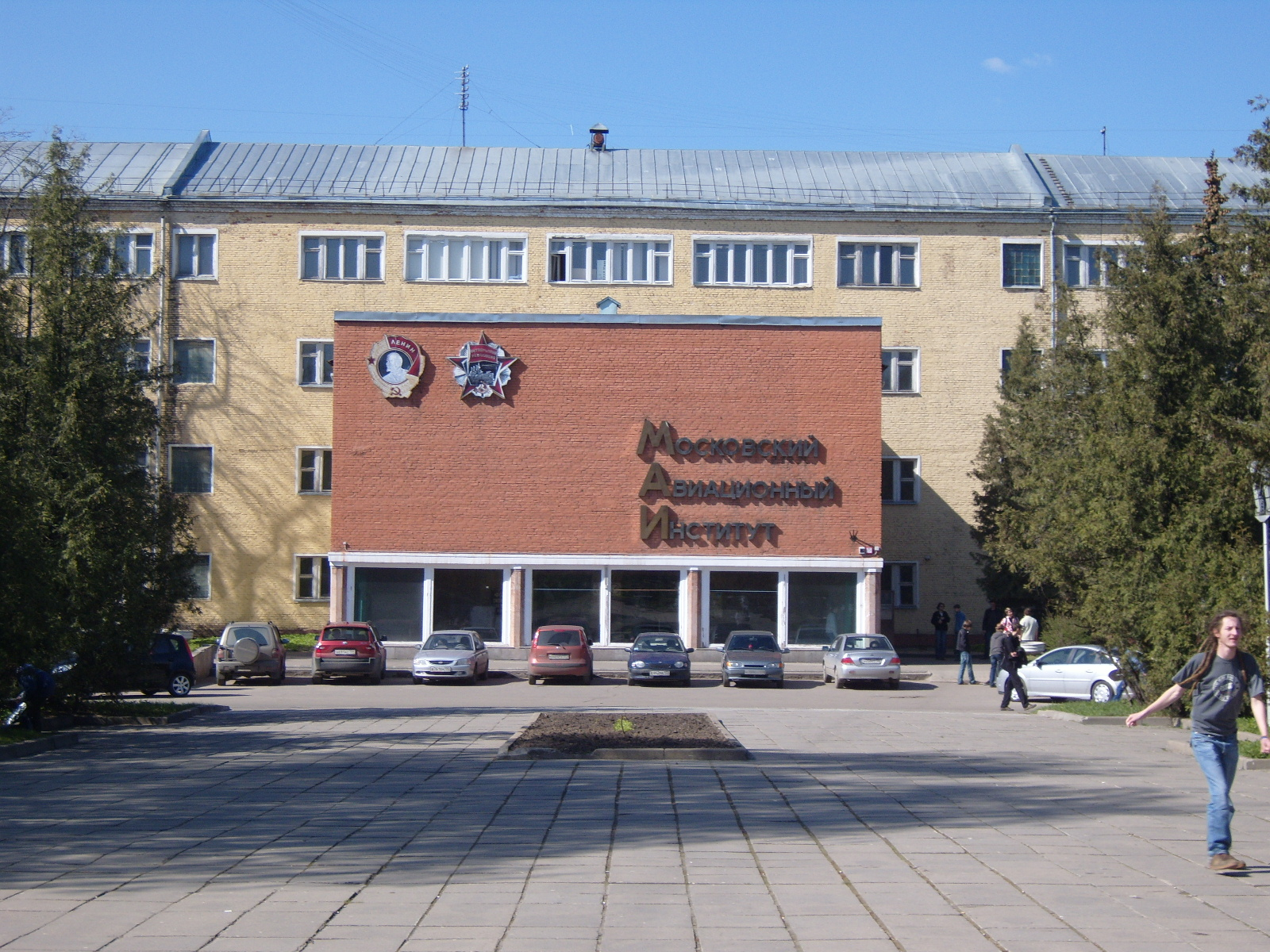
Nhà № 3
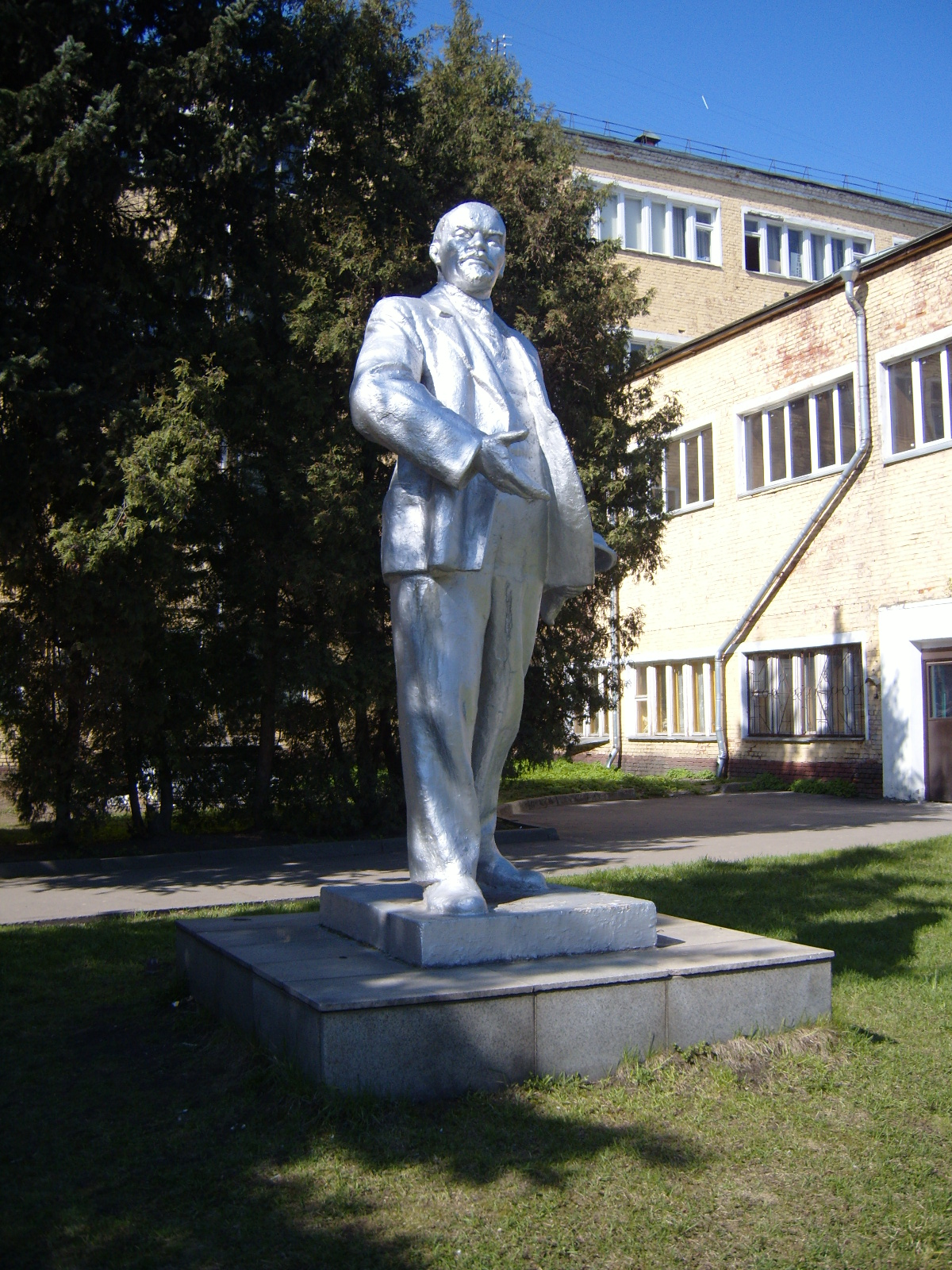
Tượng Lenin cạnh nhà № 3
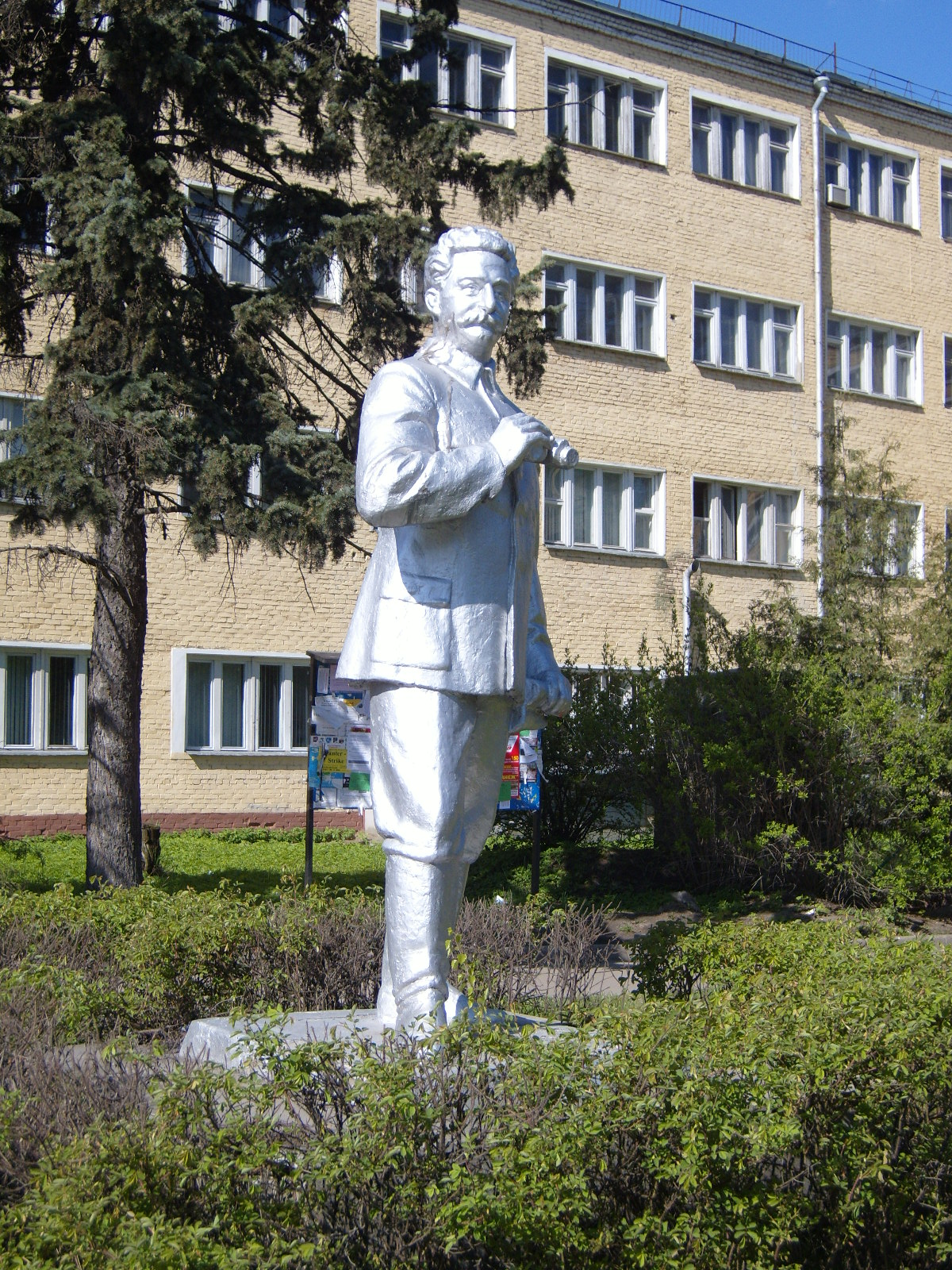
Tượng Sergo Orzhonikidze cạnh nhà № 3
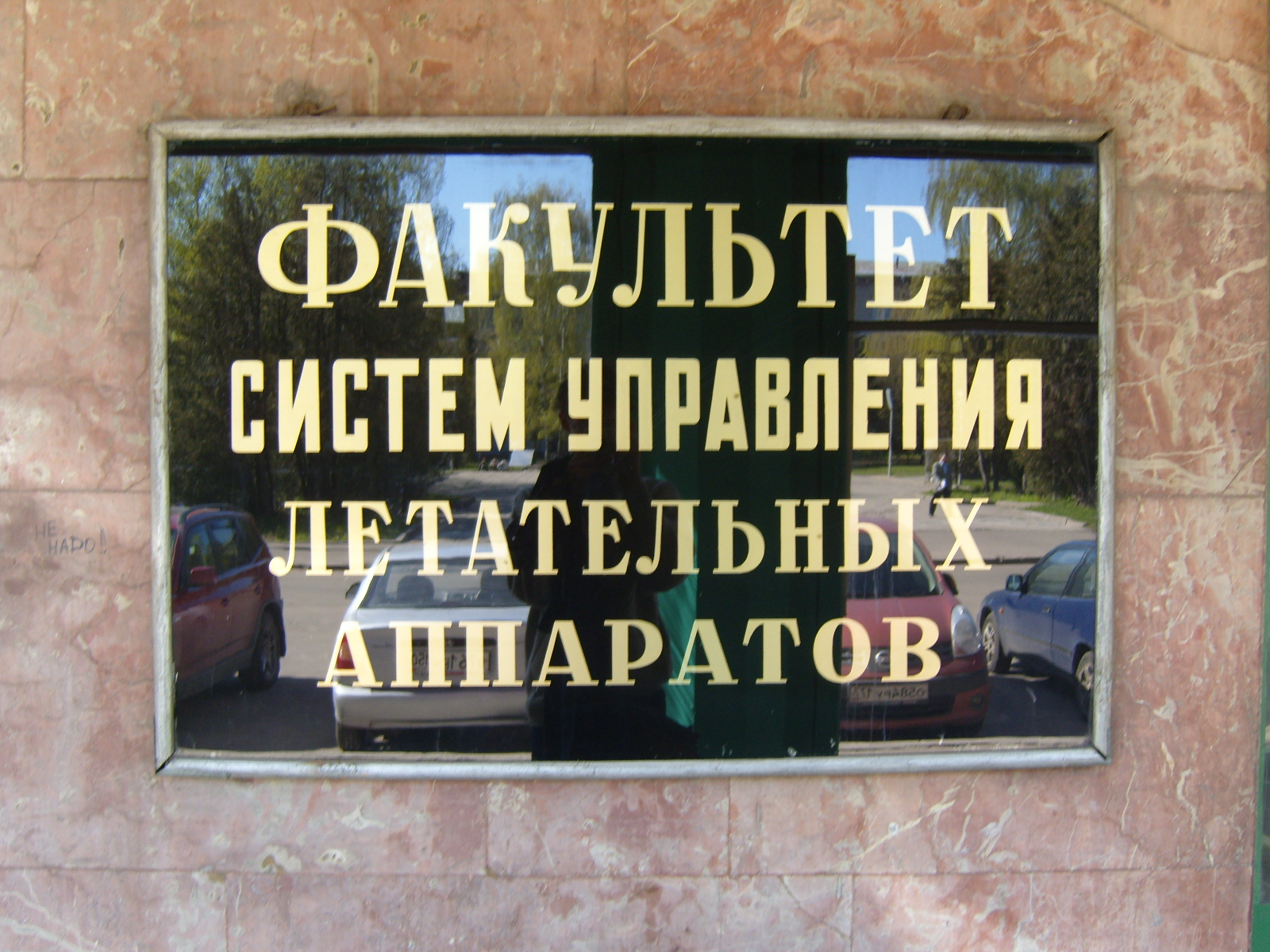
Tấm biển đề tên khoa № 3
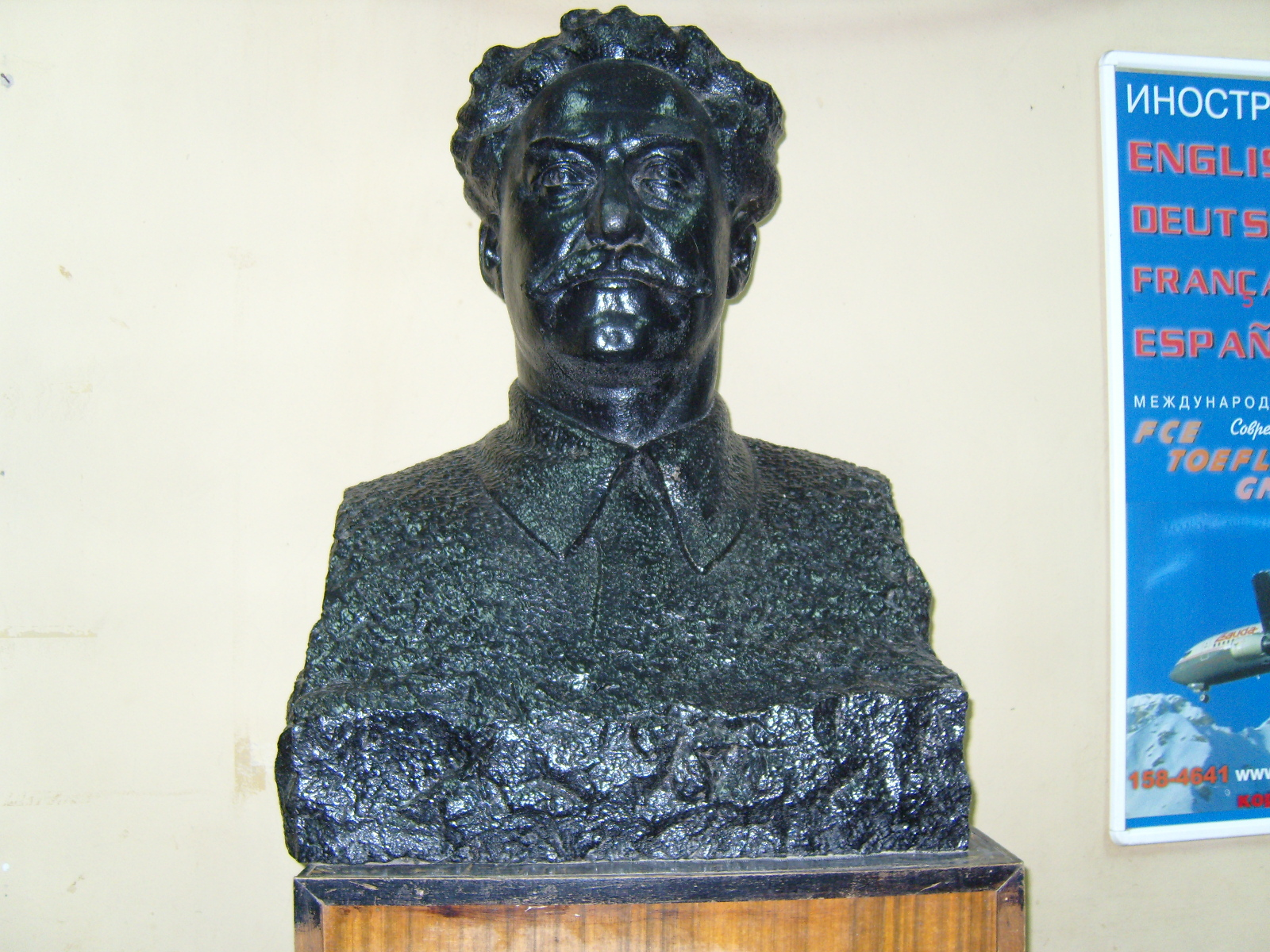
Tượng bán thân Sergo Orzhonikidze ở nhà № 3
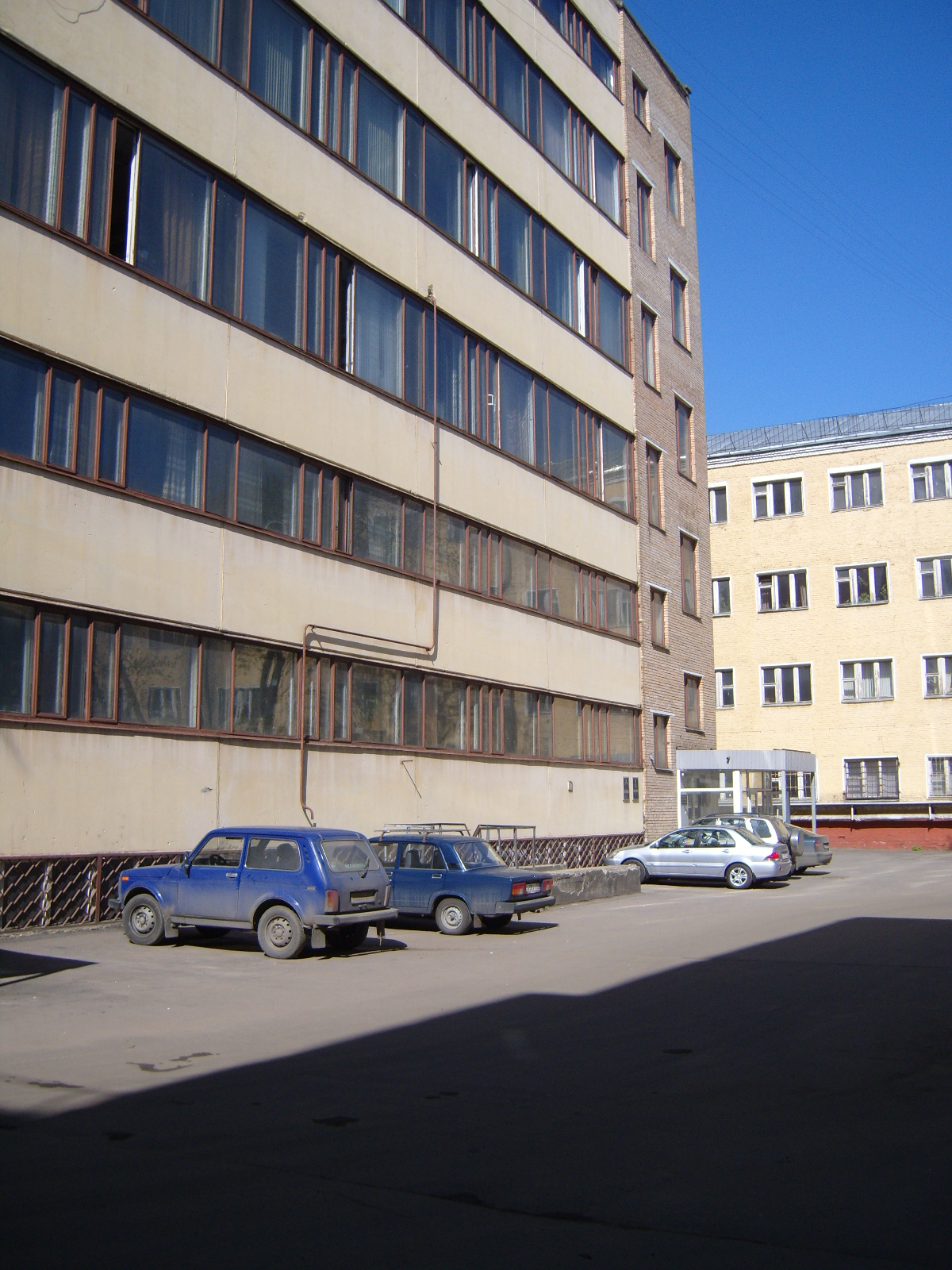
Кафедра № 310 (корпус Г)
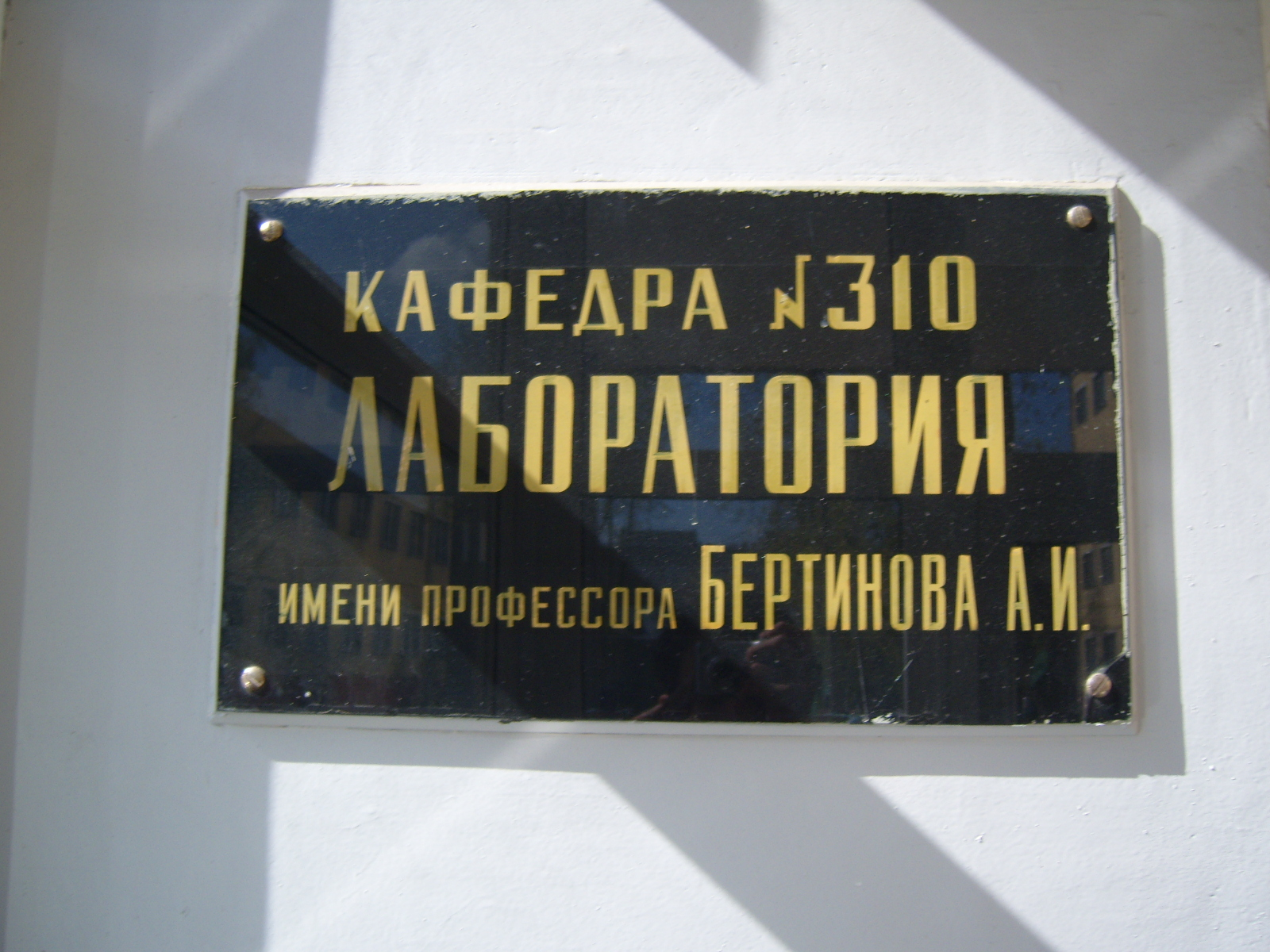
Табличка с названием кафедры № 310
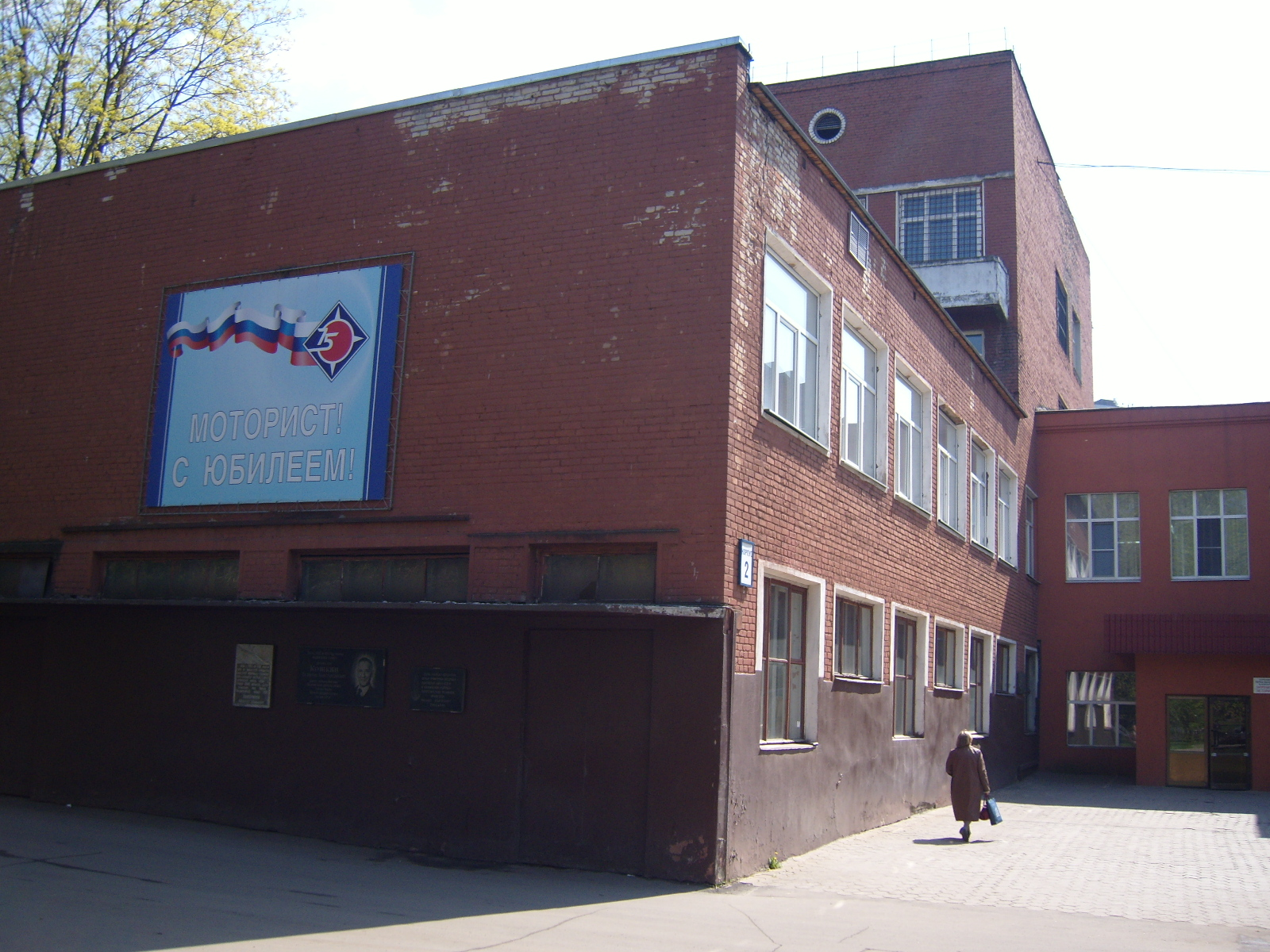
Корпус № 2

## Liên kết
- Московский авиационный институт (официальный сайт)
- МАИ. Наука Lưu trữ ngày 19 tháng 4 năm 2009 tại Wayback Machine (официальный сайт)
- Филиал «Взлет» МАИ (г. Ахтубинск) Lưu trữ ngày 25 tháng 9 năm 2008 tại Wayback Machine (официальный сайт)
- Филиал КТ МАИ (г. Химки) Lưu trữ ngày 10 tháng 4 năm 2009 tại Wayback Machine
- МАИ.Экслер.ру — студенческая энциклопедия МАИ (среди прочего — студенческое «досье» более чем на 750 преподавателей МАИ)
- Форум МАИ.Экслер.ру — самый популярный форум о МАИ (зарегистрировано более 13500 пользователей)
- Молодежный информационный портал maevec.ru
- Форум студентов МАИ
- Сайт студентов второго факультета МАИ Lưu trữ ngày 5 tháng 6 năm 2009 tại Wayback Machine
- Сайт студентов четвёртого факультета МАИ
- Сайт студентов четвёртого факультета Lưu trữ ngày 14 tháng 5 năm 2010 tại Wayback Machine
- - о МАИ на сайте СиТ[liên kết hỏng]
- Сайт студентов девятого факультета Lưu trữ ngày 9 tháng 4 năm 2009 tại Wayback Machine
- Официальный сайт кафедры № 805 «Математическая кибернетика» МАИ
- Официальный сайт учебного центра компьютерных технологий
- Альпклуб МАИ
- Турклуб МАИ
- Клуб выпускников МАИ
- Официальный сайт газеты «От винта!»
- Парапланерная школа МАИ
- Сайт УП МАИ ОСС при ИИФ РФ
- Сайт студентов 14ого факультета МАИ
- Песни о МАИ
- Подводный клуб МАИ Десса